# Mecocerculus poecilocercus
El piojito coliblanco (Mecocerculus poecilocercus), también denominado tiranillo coliblanco (en Ecuador), tiranuelo coliblanco (en Colombia), tiranillo de cola blanca (en Perú) o piojito de cola blanca, es una especie de ave paseriforme de la familia Tyrannidae perteneciente al género Mecocerculus. Es nativo de regiones andinas del noroeste y oeste de América del Sur.

## Distribución y hábitat
Se distribuye a lo largo de la cordillera de los Andes desde el norte de Colombia, por Ecuador, al sur hasta el sureste del Perú (por la pendiente occidental hasta Piura y por la pendiente oriental hasta Cuzco).
Esta especie es considerada bastante común en su hábitat natural: el dosel y los bordes de bosques subtropicales y tropicales montanos entre los 1500 y los 2600 m de altitud.

## Sistemática

### Descripción original
La especie M. poecilocerus fue descrita por primera vez por los zoólogos británicos Philip Lutley Sclater  y Osbert Salvin en 1873 bajo el nombre científico Sepophaga poecilocerca; su localidad tipo es: «Puellaro, 8,000 pies, Pichincha, Ecuador».

### Etimología
El nombre genérico masculino «Mecocerculus» es un diminutivo de la combinación de palabras del griego «μηκος mēkos» que significa ‘largo’, y «κερκος kerkos» que significa ‘cola’; y el nombre de la especie «poecilocerus» se compone de las palabras del griego «poikilos»  que significa ‘de varios colores’, ‘manchado’, y «kerkos» que significa ‘cola’.

### Taxonomía
Las características de la siringe sugieren que la presente especie, Mecocerculus hellmayri y M. stictopterus pueden ser cercanos a Camptostoma, Inezia y parientes. Es monotípica.